# Difenoksyna
Difenoksyna, kwas difenoksylowy – organiczny związek chemiczny, syntetyczny opioid. Znajduje się w grupie I-N Ustawy o przeciwdziałaniu narkomanii, a jego preparat także w grupie III-N. Jest objęty Jednolitą konwencją o środkach odurzających z 1961 roku (wykaz I). Jego estrem etylowym jest difenoksylat.